# Нажак (замок)
Нажак (фр. Château de Najac) — руины средневекового замка в коммуне Нажак, в департаменте АверонЭ в регионе Окситания, Франция. Комплекс возведён между 1253 и 1266 годами по приказу Альфонса де Пуатье, брата короля Людовика IX. Ранее на этом месте уже существовали каменные укрепления. Первым крепость в романском стиле на высоком холме построил около 1100 года Бертран де Сен-Жиль, сын Раймунда IV Тулузского. Нажак принадлежал к числу королевских замков. Руины замка 3 июля 1925 года были объявлены во Франции историческим памятником. По своему типу относится к замкам на вершине.

## История

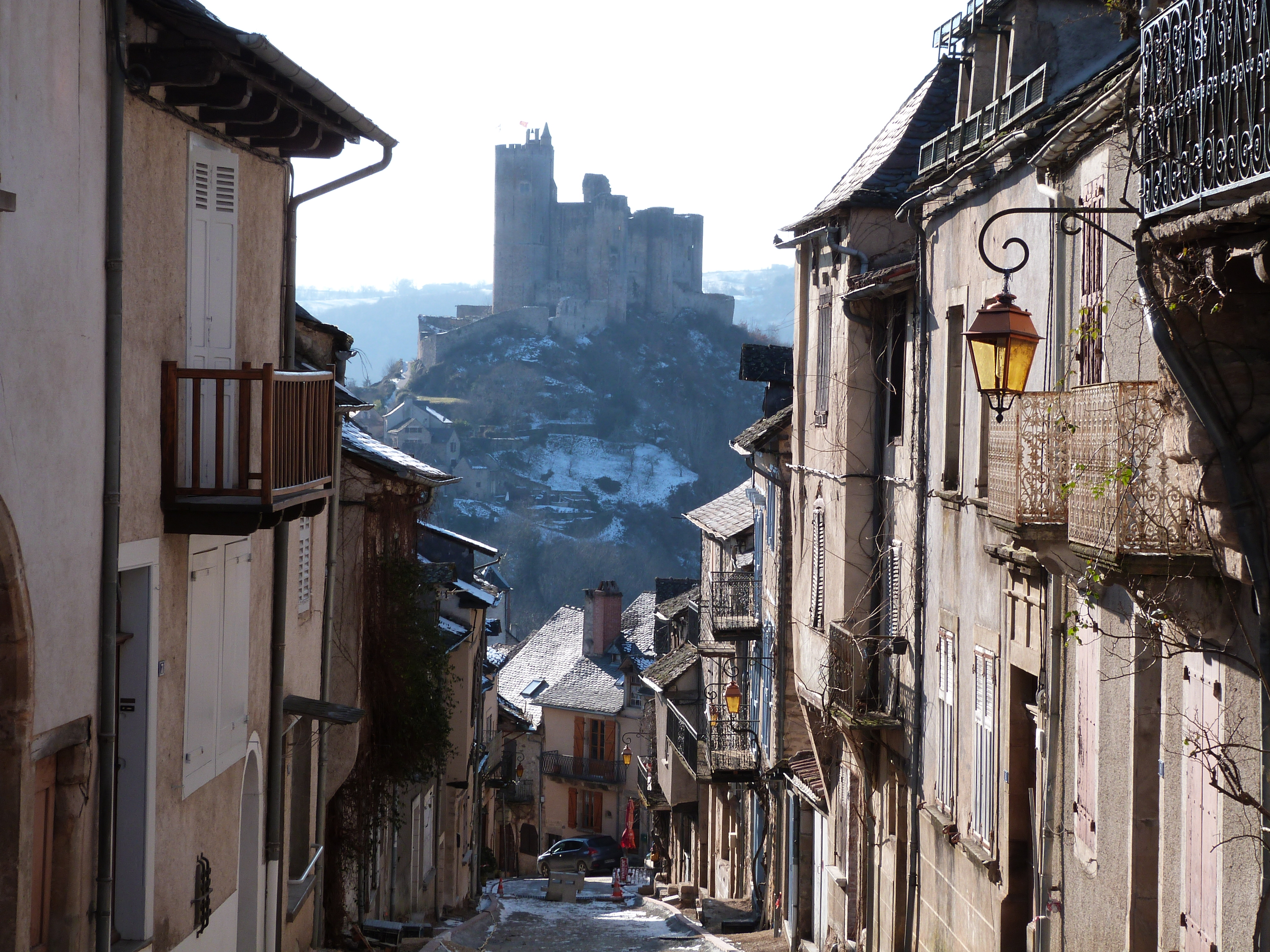
Вид замка зимой из деревни

### Ранний период
Первыми владельцами окрестных земель были представители семьи де Нажак. Упоминания об этом содержаться в документах, датируемых концом X века. Судьба рода прослеживается до XX века. Первое укрепление на месте нынешнего замка появилось в конце XI века. Оно упомянуто в книге о деяниях святой Фе (Liber Sancte miraculi Fide) и называется там Castellum Najac.
Первым сооружением стала четырёхугольная башня. Ещё в 1226 году в Нажаке делал остановку король Людовик VIII во время путешествия по югу Франции. Позднее появились другие укрепления. Большинство главных каменных строений появились по инициативе Альфонса де Пуатье, который был родным братом французского короля Людовика IX (Людовика Святого). После брака с Жанной Тулузской, единственной дочерью и наследницей владений последнего графа Тулузы, Раймунда VII. Титул графа Тулузы в итоге перешёл к Альфонсу де Пуатье.
Однако в среде местной знати возникло недовольство после перехода титула к члену королевской семьи. Во главе мятежа встал Гильом де Лавалетт, который сумел захватить квадратную башню. Бунтовщики всерьёз обсуждали признание своим новым сюзереном короля Кастилии. После сложных переговоров и обещаний представителям местной аристократии дополнительных привилегий удалось прийти к мирному соглашению. Альфонс де Пуатье был признан графом Тулузы и смог наконец посетить укрепления Нажак на холме.
Альфонс де Пуатье активно занялся делами своего нового владения. Он привлекал ремесленников, содействовал развитию торговли и строительству новых поселений и укреплённых пунктов (бастид) для защиты границ. В 1252 году был основан новый город — Вильфранш-де-Руэрг. Желая закрепить свои успехи и внушить подданным больше уважения, граф взялся за масштабную перестройку прежней квадратной башни в мощную каменную крепость. Помимо прочего, Альфонс де Пуатье хотел обеспечить большую безопасность своих владений в случае крупного военного конфликта. И в этом плане он оказался весьма предусмотрительным, ведь неподалёку (частично в Руэрге, в Керси и в Аквитании) находились обширные владения, принадлежавшие Плантагенетам, которые в свою очередь правили Англией. 
В 1253 году начались масштабные работы. Вокруг прежней башни на узком и крутом отроге возник новый замок в готическом стиле. Сама квадратная башня оказалась угловой. Высота вертикальных стен была доведена до 25 метров, что делало их почти неприступными при использовании штурмовых лестниц. Центральной частью комплекса стал донжон высотой около 40 метров. Несколько линий обороны резко снижали эффективность обстрела основного замка из баллист, так он оказывался на достаточно удалённом расстоянии от того места, откуда могла вестись бомбардировка. Новые круглые башни, возведённые по углам комплекса делали оборону ещё более эффективной. Скалистое основание не позволяло вести подкоп. Внутрь замка можно было попасть только с одной стороны по разводному мосту.

### XIV–XV века. Столетняя война
Во время Столетней войны в конце XIV века замок в течение десяти лет находился под контролем англичан. Но всего за одну ночь при помощи хитрости французы смогли пройти внутрь крепости и перебить солдат английского гарнизона.

### XVI век. Религиозные войны
До религиозных войн окрестные земли не знали серьёзных потрясений. Но всё изменилось во второй половине XVI века. В этот мрачный период, когда протестанты и католики безжалостно истребляли друг друга, замок находился во владении лордов Морлон, принадлежавших к лагерю кальвинистов. Но вскоре католики под командованием Франсуа де Бюиссона де Бурназеля приступили к осаде замка. Через несколько месяцев осаждённые, у которых закончились запасы продовольствия и воды, капитулировали.

### XVII век. Крестьянское восстание
Летом 1643 года замок Нажак был захвачен восставшими крестьянами. Бунтовщиками командовал Бернар Кальмельс. Это восстание, в котором приняли участие более 10 тысяч крестьян из окрестностей Вильфранш-де-Руэрга, в итоге было подавлено. Войска фактического правителя Франции кардинала Джулио Мазарини во главе с графом де Ноалем изгнали мятежников из крепости. Бернар Калмельс и двое его помощников, крестьянин Феррье и ткач Матье Вернь, были арестованы, осуждены и в октябре 1643 казнены. Голову Бернарда Калмельса, нанизанную на конец пики, выставили на всеобщее обозрение на одной из башен в Марсийяке-Валлоне, в котором началось восстание.

### XVIII век. Упадок
После крестьянского восстания замок опустел. Он утратил военное значение и больше не интересовал представителей знати как престижная резиденция. К началу XVIII века Нажак пришёл в полный упадок и начал разрушаться. О крепости вспомнили в годы Великой французской революции. Но боевые действия привели лишь к тому, что укрепления замка превратились в руины. В 1794 году новые власти выставили бывшую мощную крепость на аукцион. В ходе торгов Нажак оказался продан всего за двенадцать франков местным трактирщиком. Этот человек стал использовать крепость в качестве каменоломни, откуда можно было забирать стройматериалы для возведения или ремонта жилых зданий в округе. 

### XIX век. Возрождение

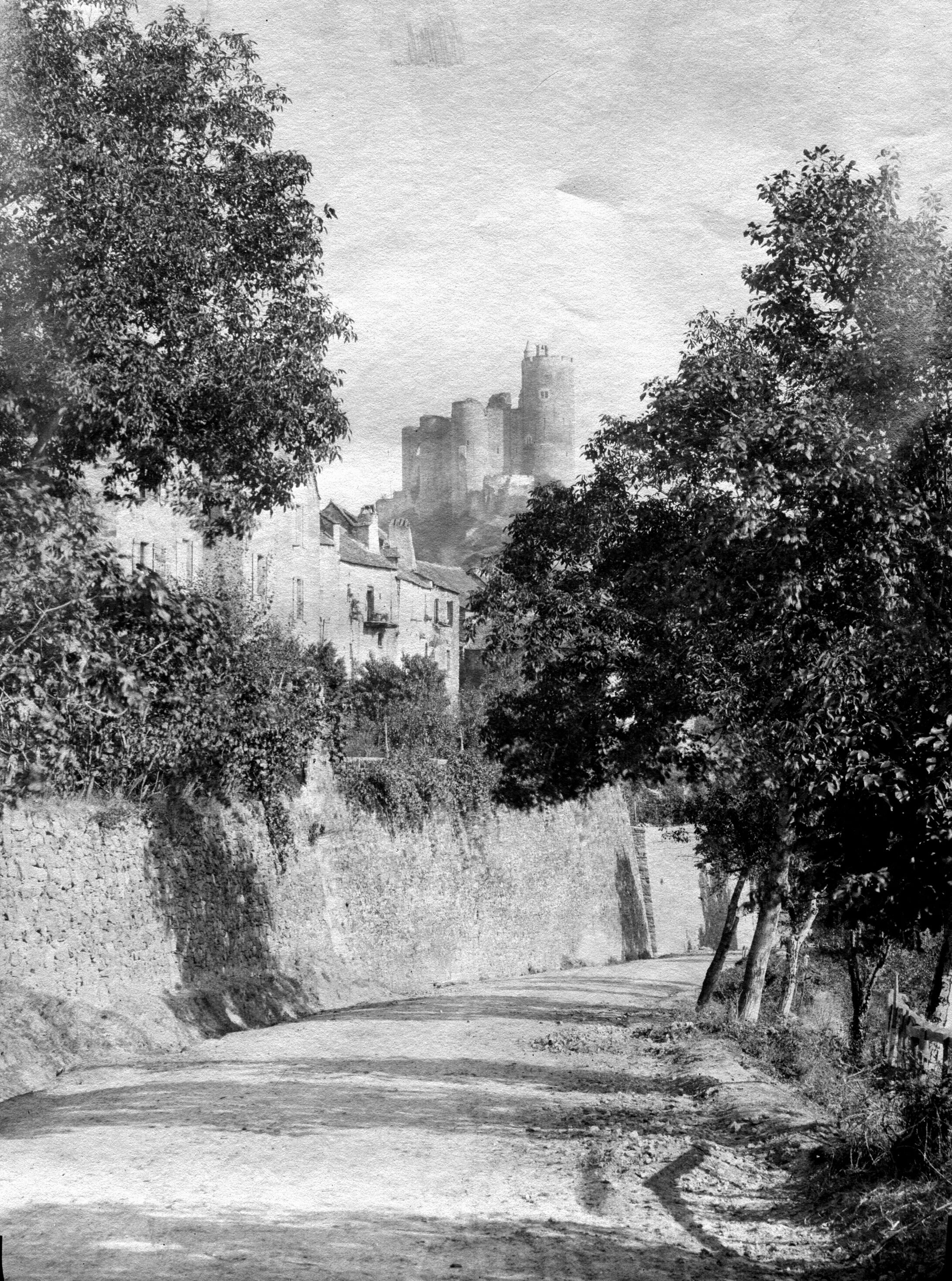
Замок на фотографии, сделанной в конце XIX века

К началу XIX века замок был полностью заброшен. Спасла Нажак от окончательно разрушения дворянская семья Сибьель. При активной финансовой поддержке членов этого рода в конце XIX века начался ремонт и частичное восстановление комплекса.

### XX век. Достопримечательность
Позднее замок перешёл под контроль семьи Монталива. Новые владельцы потратили огромные средства, чтобы довести реставрацию до конца. В XX веке замок превратился в важную туристическую достопримечательность Аверона. 

## Описание замка
Уникальной особенностью замка можно считать то, что функцию форбурга играла деревня, разросшаяся у его подножья на скалистых отрогах. Бойницы для лучников имеют невероятную высоту — 6,8 метра (мировой рекорд). Это было сделано для того, чтобы стрельбу могли вести сразу три лучника, которые размещались на деревянных площадках друг над другом. Внутри кольцевых стен имелся секретный закрытый проход, который связывал башни замка друг с другом. По своему типу относится к замкам на вершине.

## Расположение
Замок расположен на высоком скалистом холме в городке Нажак, на западном краю бывшего феодального владения Руэрг, граничившего с графством Керси и регионом Альбигой. Крепость, окружённая с трёх сторон излучиной реки Аверон занимает доминирующее положение в нижней части Авернской долины. 

## Современное использование
Замок является важной достопримечательностью региона и открыт для посетителей. Непосредственно к цитадели можно подняться по достаточно крутой тропе. Из замка открываются живописные виды на долину реки и окрестные населённые пункты.  

## Галерея

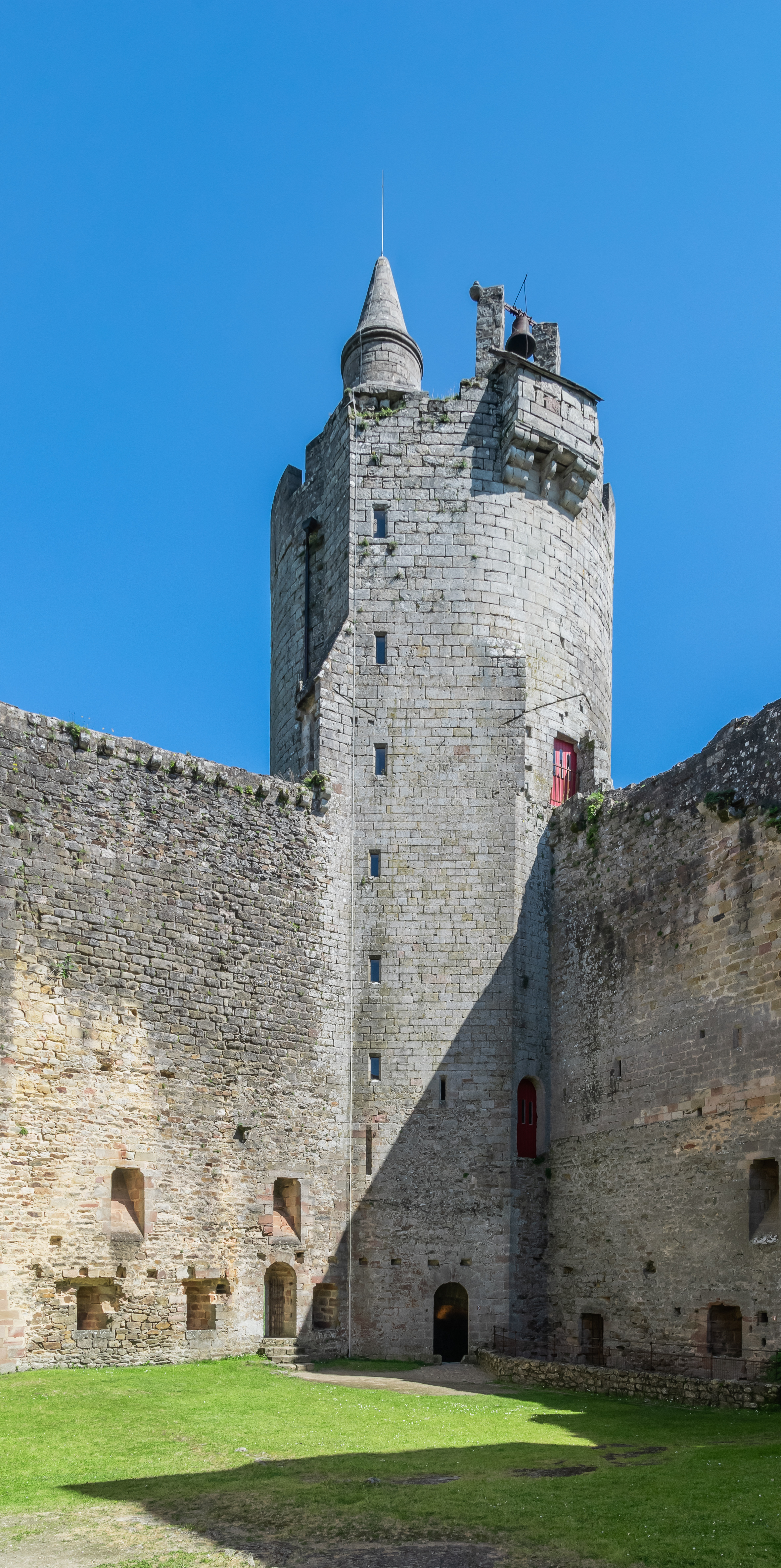
Главная башня со стороны внутреннего двора
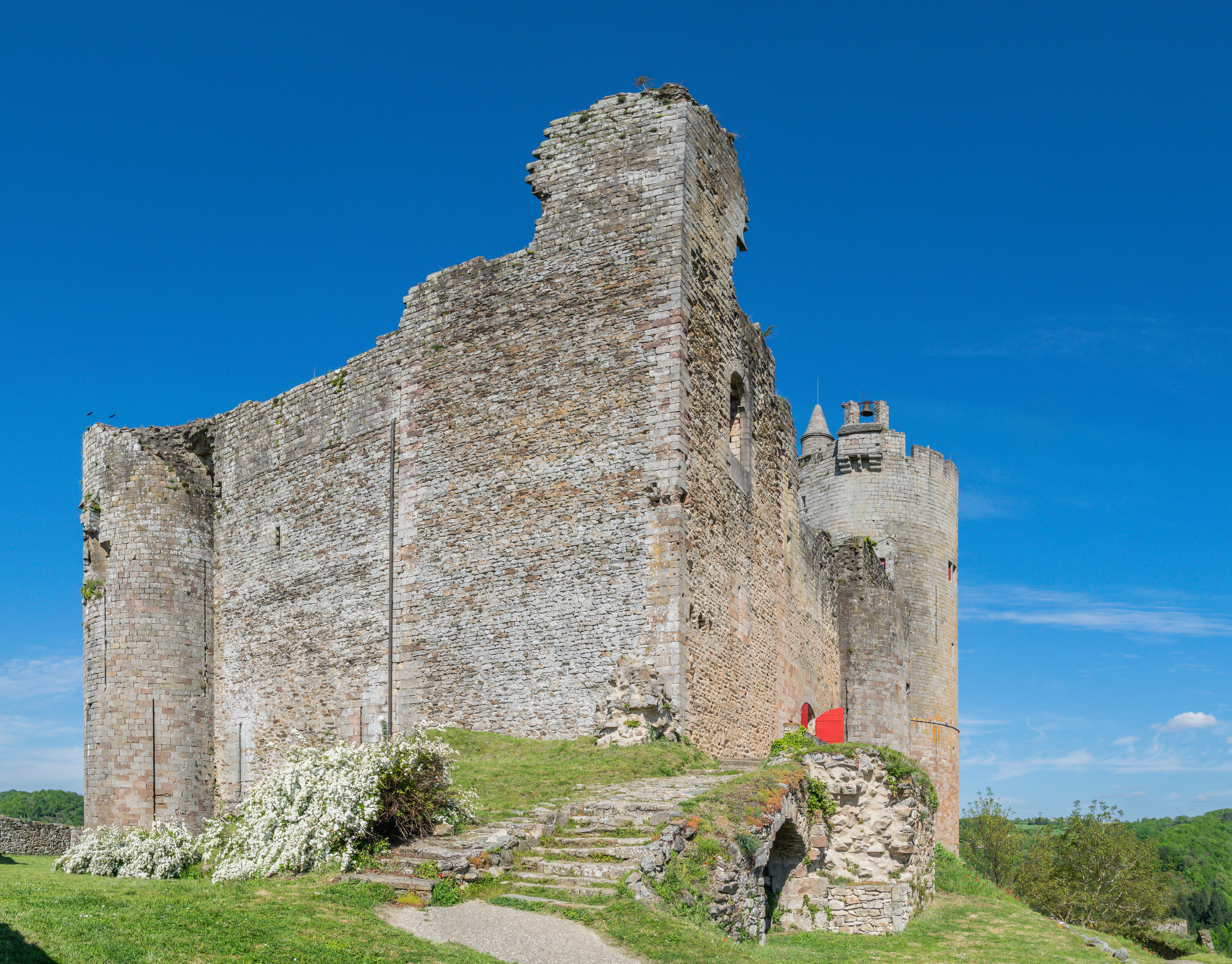
Вид цитадели с юго-западной стороны
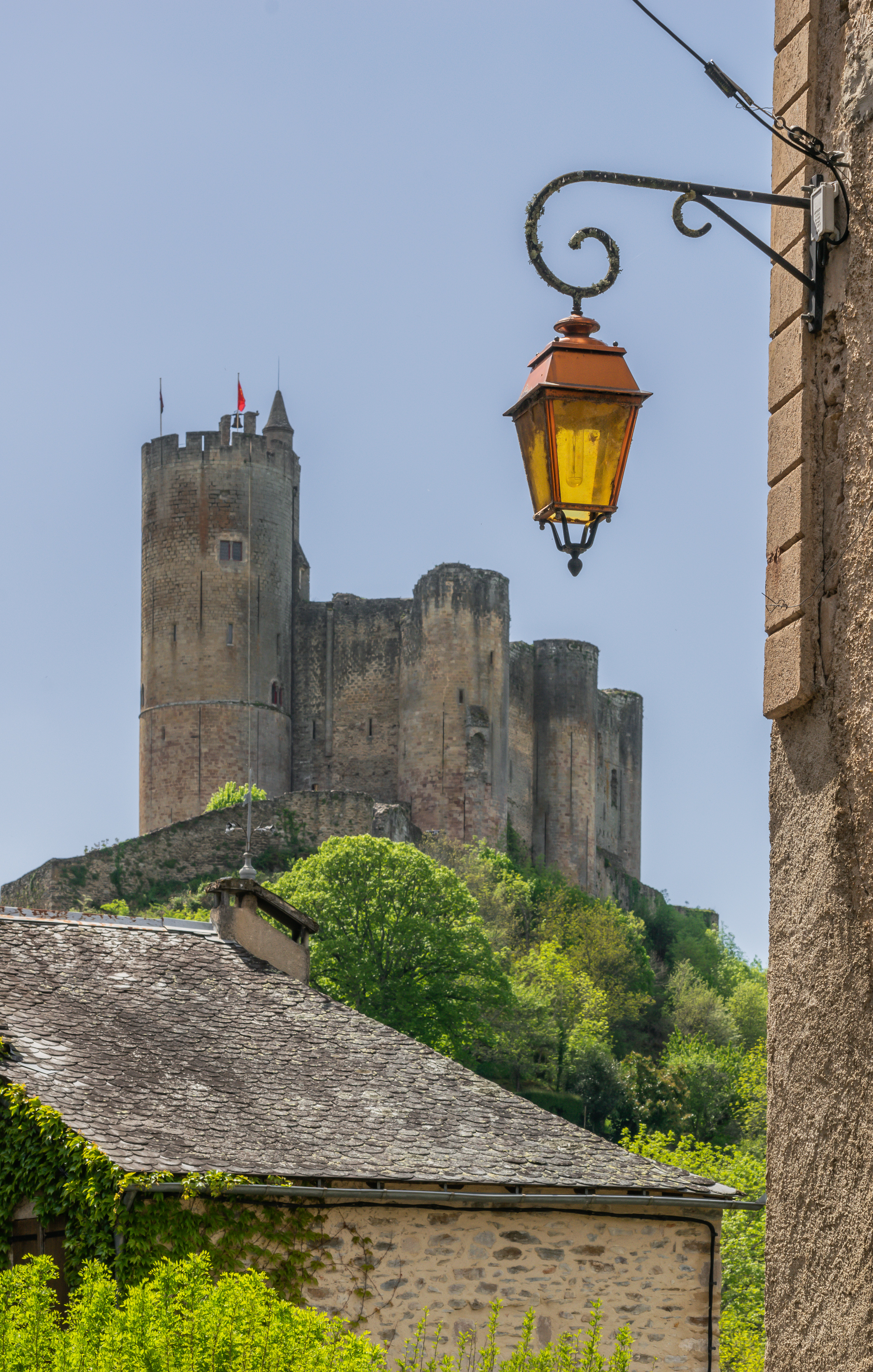
Вид замка со стороны деревни
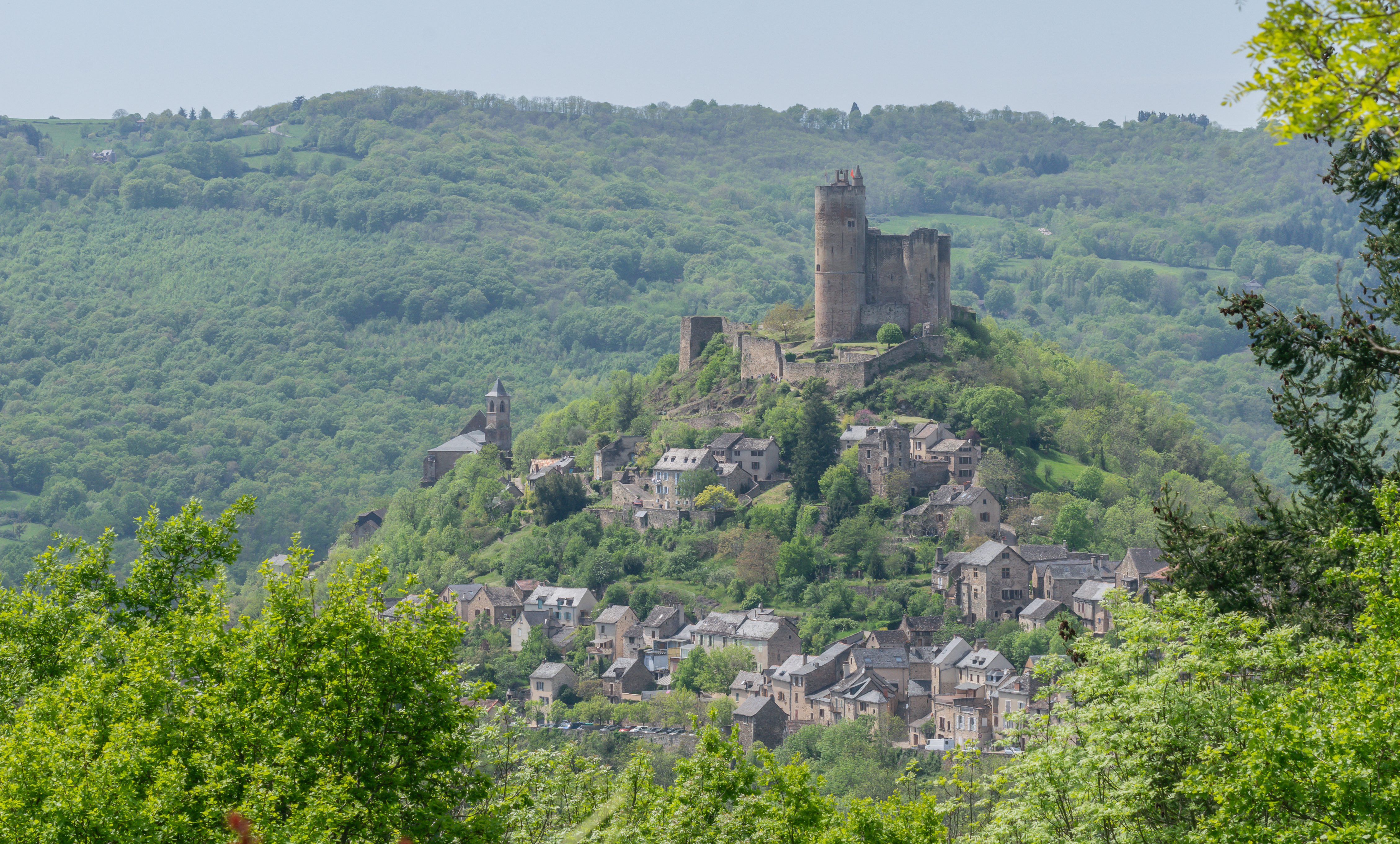
Замок и лежащая у его подножья деревня
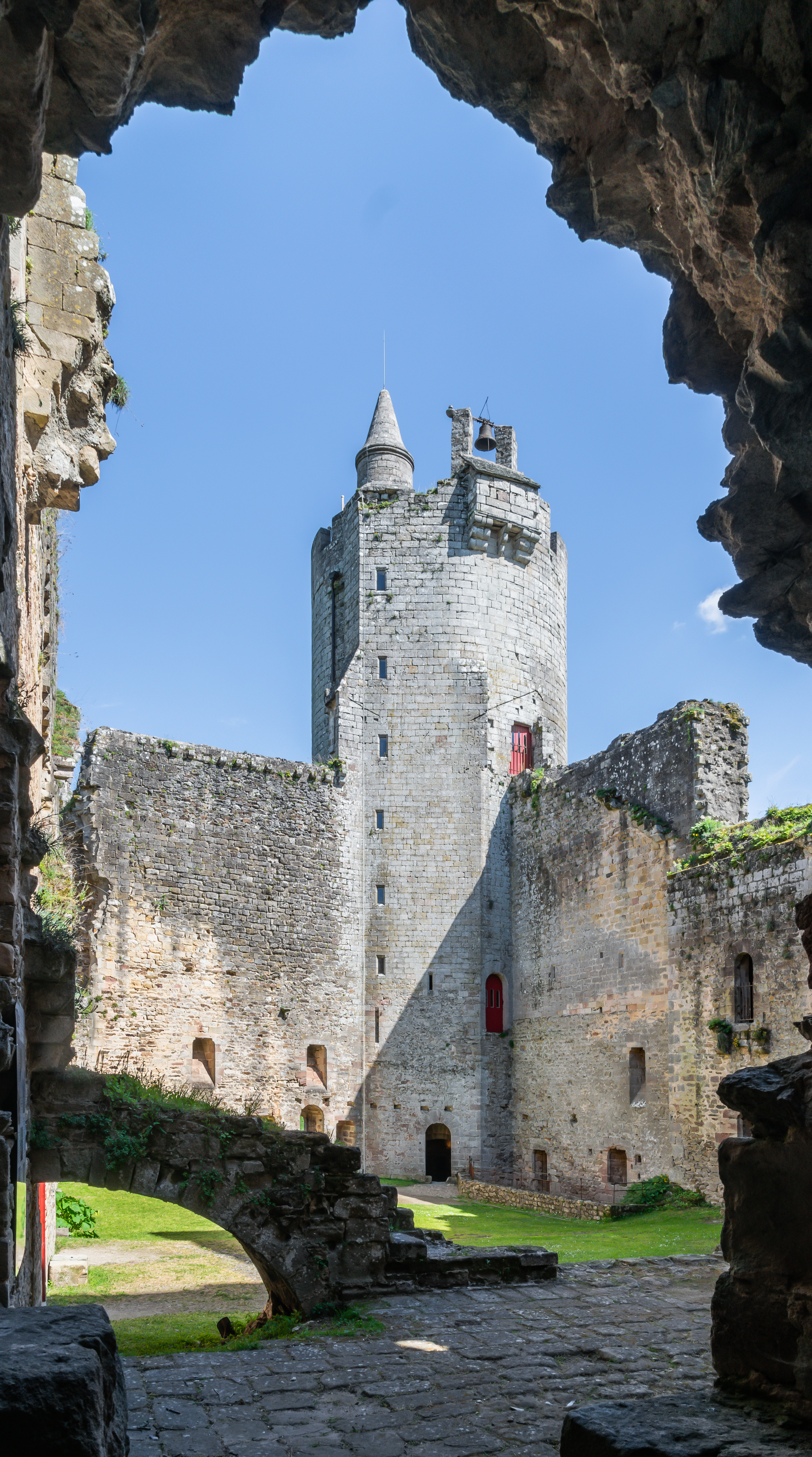
Внутренний двор замка